# Luis Alfonso Santos Villeda
Luis Alfonso Santos Villeda, SDB (Ocotepeque, 7 de noviembre de 1936), es un religioso salesiano y catedrático hondureño en la Universidad Católica de Honduras, desde el 7 de noviembre de 2011 fue nombrado obispo emérito de la Diócesis de Santa Rosa de Copán.

## Biografía
Luis Alfonso Santos Villeda, nació el 7 de noviembre de 1936 en el departamento de Ocotepeque, en el occidente de la república de Honduras, siendo hijo del señor Juan Ramón Santos Pinto y la señora Santos Villeda. Realizó sus estudios en las escuelas de su localidad y posteriormente ingresó en el seminario de la Orden Salesiana de San Juan Bosco, recibiéndose de sacerdote en el 5 de mayo de 1966. Fue catedrático en los colegios salesianos hondureños y el 27 de enero de 1984, fue nombrado obispo auxiliar de la Diócesis de Occidente, y el 17 de marzo de 1984 fue elevado a Obispo titular de la Diócesis de Santa Rosa de Copán, en sustitución del Obispo Óscar Andrés Rodríguez Maradiaga que había sido trasladado a la Arquidiócesis de Tegucigalpa.

### Vida
Monseñor Luis Alfonso Santos ha sido uno de los gestores de promover la educación y el trabajo en el occidente de Honduras; para lo cual, en 1995, fundó el Polígono Industrial Copaneco que consiste en una fábrica de productos artesanales de la región, los cuales son procesados y enviados al mercado extranjero. Además, creó en dicho centro de trabajo una escuela e instituto de segunda enseñanza, para que los trabajadores continuasen con sus estudios de ciclo común y bachillerato. El Obispo Santos, además de ser el jerarca apostólico de la diócesis, es el administrador de la ONG regional de Cáritas e igualmente coordina el programa de educación para personas mayores de edad, mediante el sistema de educación a distancia del "Instituto Hondureño de Educación por Radio" o (IHER), adonde la diócesis de Santa Rosa de Copán, cuenta con un centro regional.
El obispo Santos se encuentra entre los simpatizantes del "liberalismo" o Partido Liberal de Honduras, ha participado en mítines y huelgas pacíficas de grupos campesinos, siendo mediador en algunas situaciones por problemas territoriales y ejidales, entre campesinos y terratenientes. Es un aferrado defensor de los Derechos Humanos, de los cuales se presenta como activista. Una de sus polémicas intervenciones fueron las discusiones con la empresa Greenstone Minera, de origen canadiense, y también el Gobierno de Honduras, para que emitiera una nueva Ley de Minería que favorezca al trabajador y al país; por cuanto, la que existe es obsoleta y desfasada. Todo lo anterior surgió debido a un posible vertido de cianuro en el cauce del Río Higuito por la empresa minera. Dicha agua es utilizada por vecinos de la aldea de Minas de San Andrés y otros poblados cercanos al Municipio de La Unión, Copán. Su denuncia fue secundada por Greenpeace, debido a la tala y roza de varias hectáreas de árboles de pino para construir un embalse.
Desde el 2009, Santos se encuentra en la oposición debido al Golpe de Estado provocado por el señor Roberto Micheletti y el alto mando de las Fuerzas Armadas de Honduras, Corte Suprema de Justicia de Honduras, Empresa Privada, etc. que concluyó en un "Gobierno de Facto" que asumió el poder en Honduras, el cual derrocó al ciudadano Presidente señor José Manuel Zelaya Rosales.

### Candidatura política
Debido a sus incursiones en pro de la población civil, los habitantes de pueblos indígenas, la libertad de expresión, y la continuidad de la democracia en Honduras, el Obispo Luis Alfonso Santos declaró que se lanzaría como candidato político, para un puesto público, no fue bien visto sus intenciones por los políticos y por sus compañeros prelados de la Iglesia Católica la que le solicitó, no en una, sino en varias ocasiones cordura debido a su posición como jerarca obispal de la zona occidental, a lo que el Obispo Santos, respondió que continuaría con sus pretensiones políticas y conformo el Movimiento Liberales Auténticos. Es por ello, que fue nombrado un nuevo Obispo para la Diócesis de Santa Rosa de Copán, recayendo en el Obispo hondureño Monseñor Darwin Rudy Andino Ramírez, quien fue nombrado por el papa Benedicto XVI en noviembre del 2011.
El ex Obispo manifestó a diarios hondureños, que desde el 26 de abril el Vaticano no le da el permiso correspondiente para su candidatura política, como aspirante presidencial por el Partido Liberal de Honduras y es así que en rueda de prensa, mencionó que debido a esta objeción en la respuesta de la Santa Sede, Luis Alfonso Santos "declina de su candidatura presidencial" y que se compromete a trabajar siempre por los más pobres y necesitados de su país.